# Veine cave inférieure

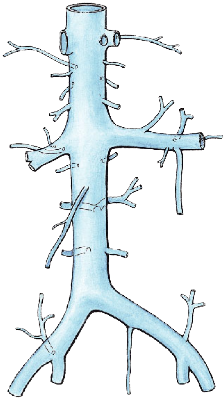
Vue antérieure de la veine cave inférieure avec abouchement de ses branches

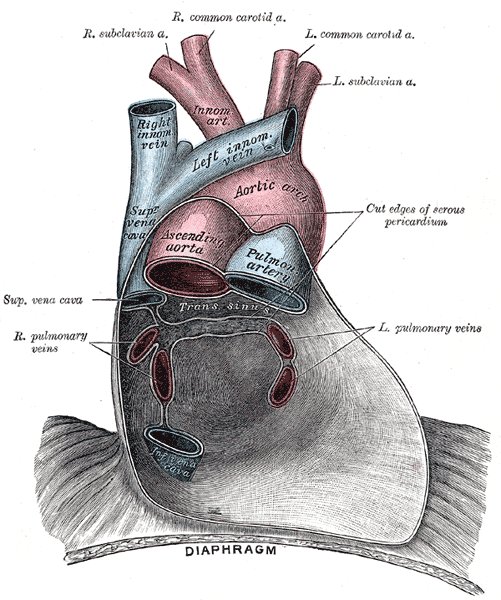
Vue antérieur de la cavité péricardique, cœur retiré, montrant la courte portion thoracique de la veine cave inférieure

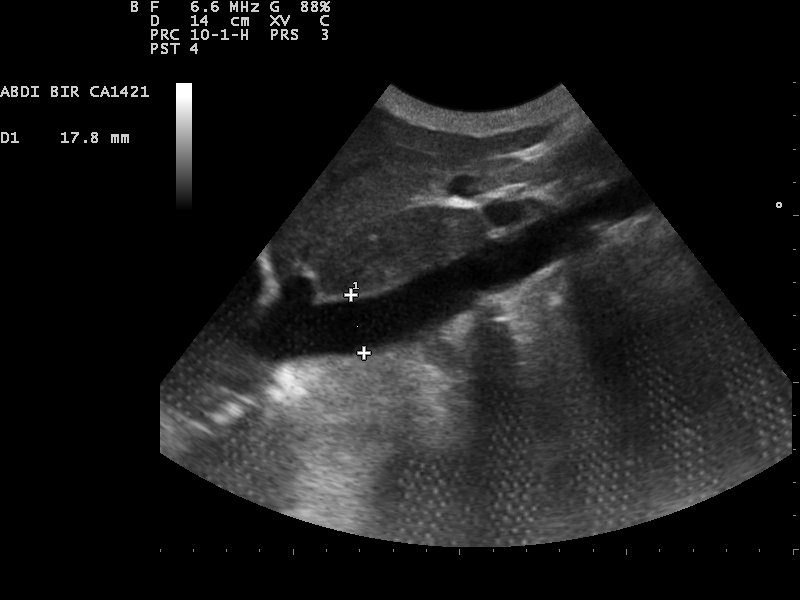
Echographie abdominale montrant la veine cave inférieure, les croix sont positionnées sur ses parois

La veine cave inférieure est une veine large située principalement dans l'abdomen, issue de la réunion des deux veines iliaques communes et qui s'ouvre dans l'atrium droit (anciennement oreillette droite) du cœur. Elle draine la partie du corps située sous le diaphragme, c'est-à-dire les membres inférieurs, le périnée, le pelvis et l'abdomen. Elle est anastomosée avec la veine cave supérieure via le système de la veine azygos (qui chemine du côté droit du rachis) et les plexus veineux près de la moelle épinière.

## Description
La veine cave inférieure est constituée d'une portion abdominale et d'une courte portion thoracique. Chez l'adulte, elle mesure 22 cm de long, dont 20 cm pour sa portion abdominale. Son diamètre mesure 22 mm en moyenne. Elle présente deux renflements successifs, le sinus rénal et le sinus hépatique, au niveau de l'abouchement des veines de même nom. Elle possède une valvule au niveau de sa terminaison, appelée la valvule de la veine cave inférieure (anciennement valvule d'Eustache).

### Trajet
La veine cave inférieure nait de la réunion des deux veines iliaques communes, en avant et à droite de la partie supérieure de la cinquième vertèbre lombaire. De là, elle se porte longitudinalement en direction crâniale, à droite de la ligne médiane, en longeant le bord droit de l'aorte abdominale et le flanc droit de la colonne vertébrale. Elle s'infléchit vers la droite à hauteur de la première vertèbre lombaire pour gagner la face dorsale du foie. Elle traverse le centre tendineux du diaphragme par un orifice qui lui est propre (anciennement appelé orifice quadrilatère) au niveau de la neuvième vertèbre thoracique. Elle traverse ensuite le péricarde et s'ouvre, enfin, dans la paroi caudale de l'atrium droit.

### Rapports

#### Portion abdominale
En arrière, la veine cave inférieure est en rapport avec la partie médiale du muscle grand psoas, la face droite du rachis, le pilier droit du diaphragme et la glande surrénale droite. Elle croise les artères lombaires droites, l'artère rénale droite, l'artère surrénale droite, la branche latérale de l'artère phrénique inférieure droite, la racine médiale de la veine azygos, le tronc sympathique droit et les nerfs grand splanchnique et petit splanchnique droits.
En avant, la veine cave inférieure est successivement en rapport avec le mésentère, le duodénum et la tête du pancréas, le vestibule omental et le foie au niveau du sillon entre le lobe droit et le lobe caudé. Elle croise l'artère testiculaire droite (chez l'homme) ou ovarique droite (chez la femme).
À gauche, elle est en rapport avec l'aorte et le pilier droit du diaphragme.
À droite, elle est en rapport avec le côlon ascendant, l'uretère droit, le rein droit, la glande surrénale droite et le lobe droit du foie.

#### Portion thoracique
La portion thoracique de la veine cave inférieure est entourée d'une prolongation de péricarde fibreux, recouverte sur ses faces antérieure, gauche et droite par une séreuse péricardique. À droite elle est en rapport avec le ligament phréno-péricardique droit et le nerf phrénique droit.

### Branches
La veine cave inférieure reçoit plusieurs branches collatérales dans son trajet abdominal. Outre les cinq paires de veines lombaires, elle reçoit successivement les deux veines rénales, la veine surrénale droite, la veine testiculaire droite (chez l'homme) ou ovarique droite (chez la femme), les veines hépatiques accessoires (anciennement petites veines sus-hépatiques) en nombre variable, les trois veines hépatiques (anciennement veines sus-hépatiques) principales et les deux veines phréniques inférieures.

## Imagerie
Dans les services de réanimation, la mesure de la variabilité respiratoire du diamètre de la veine cave inférieure par échographie permet d'évaluer la volémie, et donc de prédire la réponse à l'expansion volémique, au cours de la prise en charge d'une instabilité hémodynamique chez un patient sous ventilation mécanique,.

## Pathologies
Les problèmes de santé liés à la veine cave inférieure ont typiquement pour origine une compression de celle-ci. En effet elle est rarement menée à se rompre car la pression intraluminale y est faible. Les sources de compression externe sont une aorte élargie, un anévrysme aortique abdominal, un fœtus (grossesse), un cancer colorectal, un carcinome rénal cellulaire, un cancer ovarien. La veine cave inférieure étant à droite, les femmes enceintes devraient se coucher plutôt du côté gauche pour faciliter le retour veineux. Dans de rares cas la pression associée à la défécation peut entraîner une syncope.
L'occlusion est rare mais met en jeu le pronostic vital ; c'est une urgence. Elle peut être associée à une thrombose veineuse profonde, un filtre cave, une transplantation hépatique ou une instrumentation (comme un cathéter dans la veine fémorale).
La position plus antérieure de la veine cave inférieure par rapport à l'aorte abdominale explique les lésions vasculaires plus fréquentes lors des cœlioscopies (heureusement très rare).

## Embryologie
Dans l'embryon, la veine cave inférieure et l'atrium droit sont séparés par la valve de la veine cave inférieure. Chez l'adulte cette structure a totalement régressé ou reste sous forme d'un petit repli endocardique.